# Drápuhlíðarfjall
Drápuhlíðarfjall är ett berg i republiken Island. Det ligger i regionen Västlandet, 100 km norr om huvudstaden Reykjavík. Toppen på Drápuhlíðarfjall är 527 meter över havet. Drápuhlíðarfjall ingår i Ljósufjöll.
Trakten runt Drápuhlíðarfjall är nära nog obefolkad, med mindre än två invånare per kvadratkilometer. Närmaste större samhälle är Stykkishólmur, omkring 10 kilometer norr om Drápuhlíðarfjall. Trakten runt Drápuhlíðarfjall består i huvudsak av gräsmarker.